# Лермонтов (місто)
Лермонтов (рос. Лермонтов) — місто (з 1956) крайового підпорядкування в Ставропольському краї Росії.
Населення 22,3 тис. осіб (2008).
Місто розташоване за 182 км на південний схід від Ставрополя, у Предкавказзі, на південній окраїні Ставропольської височини, у центрі курортів Кавказьких Мінеральних Вод, на передгірній рівнині й західному схилі гори Бештау, за 5 км від залізничної станції Скачки.
Названий на честь поета Михайла Юрійовича Лермонтова.
Мер міста — Дмитро Чайка (обраний 23 грудня 2005).

## Історія
В 1950 році в Москві вирішувалося питання про організації в СРСР нового підприємства- п/с № 1 і про відвід новому підприємству земельних угідь. У березні того ж року на підприємство ГРП № 1 прибули молоді фахівці з Московської проектної контори (МПК). У селищі № 1 їм надали приміщення для контори, а місце проживання визначили в селищі № 2, у старих приміщеннях колишнього чоловічого монастиря.

Основне завдання групи полягало в тому, щоб у стислий термін зробити геолого-топографічні зйомки земельних ділянок, прилеглих до гір Бештау й Бик, для наступної передачі цих земельних ділянок у користування підприємству, створеному в 1950 році поштовій скриньці № 1.
Протягом неповних двох років цим невеликим колективом була пророблена величезна робота.
Після закінчення знімальних робіт московською проектною конторою вийшла Постанова Ради Міністрів СРСР № 1123 від 15.05.1951 року й Постанова Ради Міністрів СРСР № 2641 від 09.02.1952 року про виділення земельних ділянок у користування підприємству п/с № 1 Мінсередмашу, надалі ГХРУ, ЛПО й ЛПГ «Алмаз» Міністерства атомної промисловості РФ.
Цими рішеннями було виділено 2903 га земельних угідь у районі гори Бештау й гори Шолудивої: за 10 км до північного заходу від міста П'ятигорська, за 7 км на північний схід від міста Єсентуки, за 6 км на захід від міста Желєзноводська — у гори Бик, у районі селища Бикогорка, для розміщення об'єктів соцкультурпобуту й підсобного господарства (Радгосп «Гірський»).
Ще МПК продовжувало знімальну роботу з відводу земельних угідь п/с № 1, а на підприємство прибула вже група фахівців від Ленінградського проектного інституту Мореля, що привезла типовий проект будівництва робітничого селища.
В один з літніх липневих днів 1951 року ця група піднялася на гору Бештау й оглянула місцевість, що прилягає до підніжжя гори. Простора, гарна долина, осяяна яскравим сонцем, з півночі прилягала гора Гостра й невелике сільце, а з півдня галявину закривала від вітрів зелена гора з невтішною назвою Шолудива.
Фахівцям галявина сподобалася, вони її назвали Сонячною галявиною й запропонували будувати робітниче селище на цій галявині, на північ від гори Шолудивої, на західному схилі гори Бештау.
Літо 1952 року ознаменувалося тим, що на території, обраній групою фахівців, був розгорнутий великий будівельний майданчик, на якому форсованими темпами по генплану ленінградських проектувальників почали будувати житлові будинки й промисловий комплекс нового, поки без назви соціалістичного селища міського типу.
Будівництвом промзони й інших виробничих об'єктів займалося Будівельне управління Мінсередмашу СРСР, одним зі структурних підрозділів якого, у тому числі, була п/с № 21, де роботи робили робочі будівельні загони ув'язнених. Пізніше на зміну цим загонам прибув батальйон військових будівельників.
У робітниче селище тим часом продовжували прибувати всі нові й нові будівельні бригади. Високі темпи робіт давали можливість достроково здавати житлові й промислові об'єкти, адміністративні будинки й об'єкти соцкультпобуту.
Уже в 1954 році можна було з упевненістю сказати, що на порожньому колгоспному полі народилося нове селище міського типу й не просто народилося, але й будувалося, і розвивалося, як живий організм, якому потрібно ім'я.

## Промисловість
- ВАТ «Гідрометалургійний завод»
- ТОВ «Електромеханічний завод»
- ЗАТ «Мікроом»
- завод «Оргтехніка»
- ТОВ «Поліпак»
- ВАТ ЛПИ «Оргстройпроект»
- ткацькі й хутряні фабрики
- ТОВ «Перший віконний завод»

## Національний склад
- росіяни 90,7 %
- українці 3,3 %
- вірмени 1,9 %
- азербайджанці 1 %